# قارچ شاخ‌شاخ‌نما
قارچ شاخ‌شاخ‌نما (نام علمی: Clavulinopsis) نام یک سرده از تیره قارچ‌های مرجانی است.